# Spartak (Sverdlovsk)
Spartak - Спартак (rus) - un possiólok de l'óblast de Sverdlovsk, a Rússia. Segons el cens del 2010 estava deshabitat.